# Comuna Budîșce, Cerkasî
Budîșce (în ucraineană Будище) este o comună în raionul Cerkasî, regiunea Cerkasî, Ucraina, formată din satele Budîșce (reședința), Ielîzavetivka, Lozivok și Novoselivka.

## Demografie
Componența lingvistică a comunei Budîșce
     Ucraineană (95,35%)
     Rusă (4,2%)
     Alte limbi (0,19%)
Conform recensământului din 2001, majoritatea populației comunei Budîșce era vorbitoare de ucraineană (95,35%), existând în minoritate și vorbitori de rusă (4,2%).